# 근동면
근동면(近東面)은 대한민국 강원특별자치도 철원군의 면이다. 1962년까지 대한민국의 김화군이었다.
면의 대부분이 군사분계선 이북 지역이며, 수복된 지역도 전부 민통선 내에 있어서 주민이 거주하지 않는다. 김화읍에서 행정 사무를 대행한다.

## 행정 구역
| 법정리 | 한자명 | 행정리 | 비고           |
| ------ | ------ | ------ | -------------- |
| 광삼리 | 光三里 | -      | 거주 인구 없음 |
| 방통리 | 芳通里 | -      | 거주 인구 없음 |

### 군사분계선 이북지역
- 교전리(옛 근동면사무소 소재지) 등 4개리